# Mycena urania
Mycena urania es un hongo de la familia Mycenaceae.
Históricamente se lo llamó Agaricua uranio en 1818 por el micólogo sueco Elias Magnus Fries, se le asignó su nombre actual en 1872 por el naturalista francés Lucien Quelet.
Se encuentra en distintas regiones de América del Norte, en Míchigan, Carolina del Norte y Tennessee, se han recogido además en las montañas de escocesas de Cairngorms.
La forma del sombrero (pileo) es de forma cónica inicialmente, y se expande en la madurez, por lo general llegan a 1 centímetro de diámetro.